# Giles Brydges (3e baron Chandos)

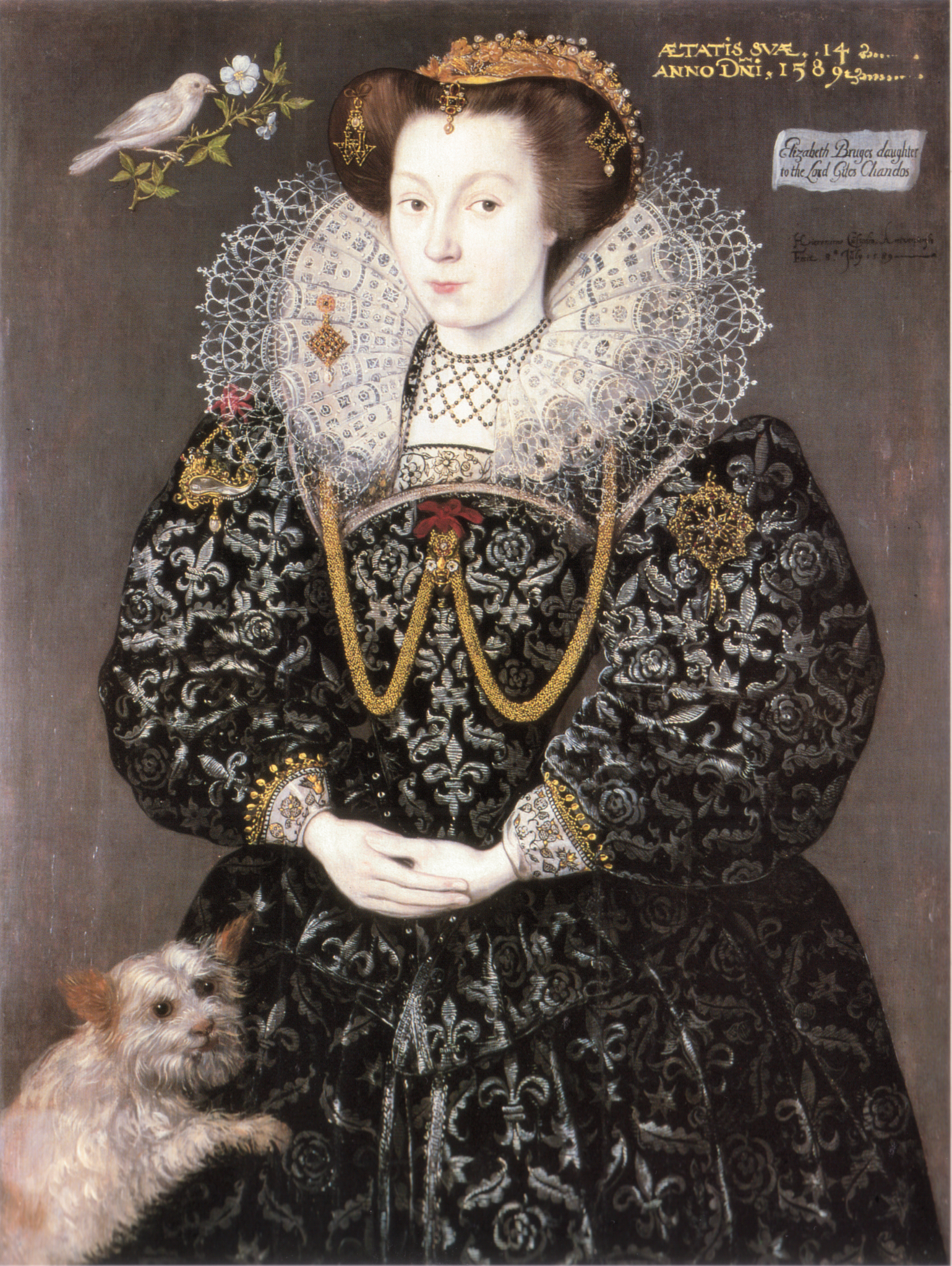
Portrait d'Elizabeth Brydges, alors âgée de 14 ans, fille du 3e baron Chandos et demoiselle d'honneur d'Élisabeth Ire, en 1589.

Giles Brydges, 3e baron Chandos de Sudeley, (v. 1548 – 21 février 1594) est un courtisan anglais sous le règne d'Élisabeth Ire.

## Biographie
Né à Sudeley Manor, dans le Gloucestershire, il est le fils d'Edmund Chandos et de son épouse, Dorothy Bray. Brydges est député de Cricklade en 1571 et pour le Gloucestershire en 1572 et 1573. Il succède à son père en tant que 3e baron Chandos de Sudeley, le 11 mars 1573, et occupe le poste de Lord-Lieutenant du Gloucestershire en 1586. Il reçoit la reine Élisabeth Ire dans le château de Sudeley en 1592.
Chandos est décédé le 21 février 1594, sans descendance masculine, et est donc remplacé par son frère William Brydges, qui devient le 4e baron Chandos de Sudeley. Il est enterré dans la chapelle de Sainte-Marie dans le château de Sudeley de Winchcombe, en Angleterre.

## Famille
Il épouse Lady Frances Clinton (Scrivelsby, Lincolnshire, 1553 - Abbaye de Woburn, Bedfordshire, 12 septembre 1623), fille d'Edward Clinton (1er comte de Lincoln) et de sa seconde épouse Ursula Stourton avant 1573. Françoise et son mari se sont séparées au cours des années 1590. Elle meurt à l'Abbaye de Woburn, chez sa fille Catherine, comtesse de Bedford.
Ils ont quatre enfants, dont seulement deux filles ont survécu :
- L'honorable Elizabeth Brydges (c. 1578-1617), demoiselle d'honneur d'Elizabeth Ire, épouse de Sir John Kennedy. Elle est morte sans descendance.
- L'honorable Catherine Brydges (c. 1580-1656/7), mariée à Francis Russell (4e comte de Bedford).
- John Brydges, est mort jeune.
- Charles Brydges, est mort jeune.

Les portraits de Chandos, sa femme et sa fille Elizabeth par Hieronimo Custodis sont dans la collection du Duc de Bedford à l'Abbaye de Woburn.